# Кайнак, Вейси
Вейси Кайнак (род. 1 января 1962, Кахраманмараш) — турецкий политик.

## Биография
Родился 1 января 1962 года в Кахраманмараше. В 1981 году окончил школу «имам хатип», в 1985 — юридический факультет Стамбульского университета. Работал адвокатом. В 1987 году стал секретарём отделения партии благоденствия в Кахраманмараше.
С января по апрель 1999 года занимал должность мэра Кахраманмараша.
В 2007 году избран членом Великого национального собрания от Партии справедливости и развития. Возглавлял комиссию, занимавшуюся расследованием вертолётной катастрофы, в результате которой погиб лидер Партии великого единства Мухсин Языджиоглу.